# Obrež (Pećinci)
Pour les articles homonymes, voir Obrež (homonymie).
Obrež (en serbe cyrillique : Обреж) est une localité de Serbie située dans la province autonome de Voïvodine. Elle fait partie de la municipalité de Pećinci dans le district de Syrmie (Srem). Au recensement de 2011, elle comptait 1 294 habitants.
Obrež est officiellement classé parmi les villages de Serbie.

## Démographie

### Évolution historique de la population
| 1948  | 1953  | 1961  | 1971  | 1981  | 1991  | 2002  | 2011  |
| ----- | ----- | ----- | ----- | ----- | ----- | ----- | ----- |
| 1 327 | 1 254 | 1 312 | 1 387 | 1 429 | 1 417 | 1 400 | 1 294 |

|  |

## Tourisme

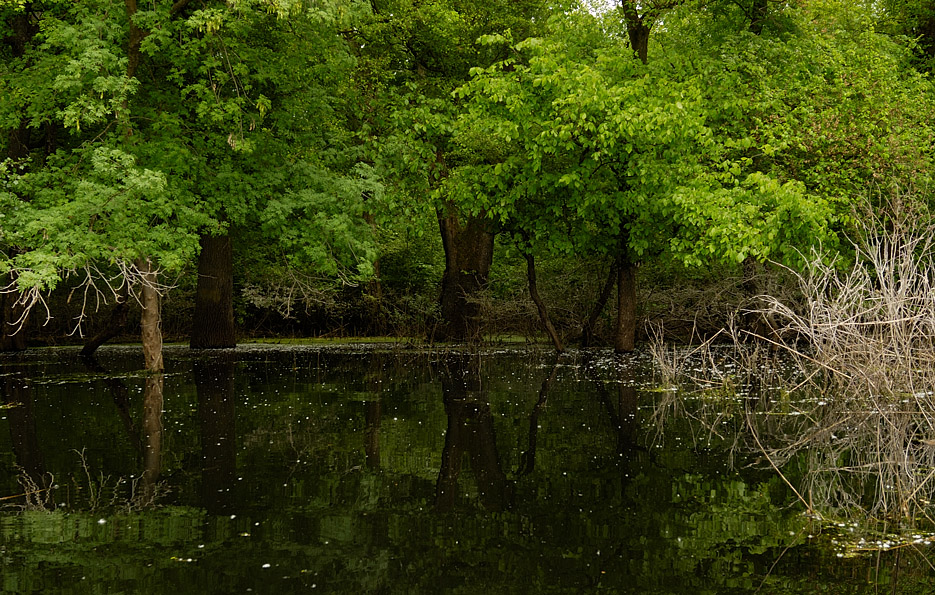
L'Obedska bara

À proximité de la localité se trouve la réserve naturelle de l'Obedska bara ; en 1977, le site a été officiellement inscrit sur la liste des sites Ramsar pour la conservation et l'utilisation durable des zones humides. L'Obedska bara été reconnue comme une zone importante pour la conservation des oiseaux (ZICO) ; cette protection concerne une superficie de 230 km².